# Cristian Gonzáles
Cristian Gérard Alvaro Gonzáles (Montevideo, 30 agosto 1976) è un ex calciatore uruguaiano naturalizzato indonesiano.

## Carriera

### Club
Dopo aver giocato con varie squadre sudamericane, nel 2003 si trasferisce in Indonesia.

### Nazionale
Naturalizzato indonesiano, dal 2010 rappresenta la Nazionale asiatica.